# Papeles de un cesante
 (mai 2017).
Papeles de un cesante est le deuxième livre publié par Leopoldo Calvo-Sotelo qui vit le jour en 1999, édité par Galaxia Gutenberg, avec le sous-titre « La politique depuis le premier rang », neuf ans après le premier, Memoria viva de la transición (Mémoire vive de la transition).

## Analyse
L'ex-président Adolfo Suárez le présente, à Madrid, le jeudi 8 avril 1999. À cette occasion, Suárez dit que Papeles de un cesante représente et transmet la personnalité de l'auteur : profond, cultivé, sensible et élégant.
« Depuis quinze ans, j'exerce la fonction de démissionnaire, c'est nouveau (comme tellement d'autres fonctions) dans la nouvelle monarchie parlementaire », écrit Leopoldo Calvo-Sotelo, dans le prologue intitulé « Feuilles tombées de l'arbre»,  alors qu'il a 73 ans.
Ce livre de 317 pages, recueille les textes de conférences, prologues, discours, interventions lors de séminaires et des textes, élaborés au cours de ces années, regroupés autour de quatre rubriques : L'Europe, L'Espagne, Les personnes et thèmes divers. 
Sur l'œuvre de Leopoldo Calvo-Sotelo, ancien président du Conseil d'État, Francisco Rubio Llorente, affirme : « C'était un homme d'une intelligence profonde et d'une formidable capacité d'expression, orale et écrite. Il s'efforça, nous dit-il, pour que ses notes et ses discours aient toujours la sobriété et l'économie des développements algébriques. Résultat de cette volonté, ses textes sont toujours précis et élégants, très éloignés du verbiage à la syntaxe tourmentée, tellement fréquent dans notre vie publique »[réf. nécessaire].
Il s'agit d'affaires comme l'Union européenne, l'OTAN, le 23 F[Quoi ?], le terrorisme d'ETA, la Constitution espagnole ou la Fondation José Ortega y Gasset, dont il fut président.  Il écrit sur des figures comme Adolfo Suárez, José María de Areilza, Juan Antonio García Díez, Mingote, Xavier Zubiri, Valéry Giscard d'Estaing ou François Mitterrand.
D'après le journaliste et universitaire Justino Sinova : « Les textes, sur des thèmes très variés, maintiennent cependant l'unité dans les caractéristiques rhétoriques de Calvo-Sotelo, dans l'observation intelligente et l'ironie, très souvent tentée de déboucher en satire ».